# Pseudochazara lehana
Pseudochazara lehana is een vlinder uit de familie van de Nymphalidae, uit de onderfamilie van de Satyrinae. De soort is voor het eerst wetenschappelijk beschreven door Frederic Moore in een publicatie uit 1878.

## Verspreiding
De soort komt voor in Noord-India (Ladakh), in het Alajgebergte en Pamirgebergte.

## Ondersoorten
- Pseudochazara lehana lehana (Moore, 1878)
- Pseudochazara lehana riegeri Tshikolovets, 2005